# Епархия Сьюдад-Кесады
Епархия Сьюдад-Кесады (лат. Dioecesis Civitatis Quesadensis) — епархия Римско-Католической церкви с центром в городе Сьюдад-Кесада, Коста-Рика. Епархия Сьюдад-Кесады входит в митрополию Сан-Хосе де Коста-Рики. Епархия Сьюдад-Кесады распространяет свою юрисдикцию на часть коста-риканских провинций Алахуэла и Эредия. Кафедральным собором епархии Сьюдад-Кесады является церковь святого Карла Борромео в городе Сьюдад-Кесада.

## История
25 июля 1995 года Римский папа Иоанн Павел II издал буллу "Maiori Christifidelium Bono", которой учредил епархию Сьюдад-Кесады, выделив её из епархии Алахуэлы и епархии Тиларана (сегодня — Епархия Тиларана-Либерии).

## Ординарии епархии
- епископ Angel San Casimiro Fernández O.A.R.[1] (25.07.1995 — 3.07.2007) — назначен епископом Алахуэлы;
- епископ Oswaldo Brenes Álvarez (19.03.2008 — 31.12.2012);
- епископ José Manuel Garita Herrera (с 15.03.2014).

## Источник
- Annuario Pontificio, Libreria Editrice Vaticana, Città del Vaticano, 2003, ISBN 88-209-7422-3